# Antoine Bellier
Antoine Bellier (Ginevra, 18 ottobre 1996) è un tennista svizzero.
Ha vinto in carriera alcuni titoli nei circuiti minori in singolare e in doppio. Ha inoltre disputato una semifinale in singolare nel circuito maggiore. I suoi migliori ranking ATP sono stati il 168º in singolare e il 342º in doppio, entrambi nell'aprile 2023. Ha fatto il suo esordio nella squadra svizzera di Coppa Davis nel 2016.

## Biografia
Muove i primi passi tra i professionisti nel 2013 in doppio e nel 2014 in singolare in tornei del circuito ITF. Alza il primo trofeo nel 2015 vincendo il torneo di doppio all'ITF Switzerland F5 e quello stesso anno disputa la prima finale in singolare. Esordisce in Coppa Davis nel marzo 2016 perdendo in singolare contro Paolo Lorenzi nella sfida vinta 5-0 dall'Italia. Quello stesso anno partecipa per la prima al tabellone principale di un torneo dell'ATP Tour al Swiss Open Gstaad con una wild card ed esce di scena al primo turno sia in singolare che in doppio. Nel 2018 vince il suo primo incontro in un tabellone principale ATP nel torneo di doppio di Ginevra, dove in coppia con Johan Nikles elimina le teste di serie nº 3 Maks Mirny / Philipp Oswald prima di uscire al secondo turno. Per il primo titolo in singolare deve aspettare il 2019, quando vince l'ITF M15 di Sarreguemines.
Vince il primo titolo Challenger nell'aprile 2022 a San Luis Potosí con il successo in finale su	Renzo Olivo per 6-7, 6-4, 7-5. A giugno si mette per la prima volta in luce in un torneo dell'ATP Tour al Mallorca Championships di Maiorca superando nelle qualificazioni il nº 97 del mondo Carlos Taberner e Mats Rosenkranz, vince il primo incontro in singolare in un torneo ATP superando al primo turno Federico Delbonis, successivamente elimina il nº 19 del mondo Pablo Carreño Busta e il nº 53 Tallon Griekspoor, prima di essere sconfitto in semifinale da Roberto Bautista Agut. A maggio vince il primo titolo Challenger di doppio in carriera a Shymkent in coppia con Gabriel Décamps.
Tra la fine del 2022 e la prima parte del 2023 consegue alcuni discreti risultati con cui ad aprile 2023 porta il miglior ranking di singolare alla 168ª posizione mondiale.

## Statistiche

### Tornei minori

#### Singolare

##### Vittorie (6)
| Legenda tornei minori |
| Challenger (2)        |
| ITF (4)               |

| N. | Data             | Torneo                                      | Superficie    | Avversario in finale | Punteggio              |
| 1. | 7 marzo 2019     | M15 Arcadia, Arcadia                        | Cemento       | Grey Hamilton        | 6-3, 6-3               |
| 2. | 24 novembre 2019 | M15 Sarreguemines, Sarreguemines            | Sintetico (i) | Tobias Simon         | 6-4, 7–6(2)            |
| 3. | 26 gennaio 2020  | M15 Bressuire, Bressuire                    | Cemento (i)   | Quentin Robert       | 6-4, 6-3               |
| 4. | 10 gennaio 2021  | M15 Manacor, Manacor                        | Terra rossa   | Evan Furness         | 7–6(7), 6-4            |
| 5. | 17 aprile 2022   | San Luis Potosí Challenger, San Luis Potosí | Terra rossa   | Renzo Olivo          | 6(2)–7, 6-4, 7-5       |
| 6. | 5 novembre 2023  | Ismaning Challenger, Ismaning               | Sintetico (i) | Maximilian Marterer  | 7-6(5), 6(5)-7, 7-6(6) |

##### Finali perse (3)
| Legenda tornei minori |
| Challenger (0)        |
| ITF (3)               |

| N. | Data              | Torneo                   | Superficie  | Avversario in finale | Punteggio        |
| 1. | 20 settembre 2015 | Tunisia F23, El Kantaoui | Cemento     | Patrik Fabian        | 3-6, 3-6         |
| 2. | 4 settembre 2016  | Switzerland F5, Sion     | Terra rossa | Johan Nikles         | 6-4, 2-6, 1-6    |
| 3. | 9 gennaio 2022    | M15 Manacor, Manacor     | Cemento     | Ugo Blanchet         | 3-6, 6-4, 6(2)–7 |